# Rejon ubiński
Rejon ubiński (ros Убинский район) – rejon będący jednostką podziału administracyjnego rosyjskiego obwodu nowosybirskiego.

## Historia
Pierwsze wzmianki o rosyjskiej obecności na ziemiach dzisiejszego rejonu ubińskiego pochodzą z XVII wieku, co sprawia, że są one jednymi z najstarszych w historii eksplorowania Syberii przez Rosję. Na terenach tych zakładano forty oraz tworzono umocnienia do obrony wschodnich rubieży rosyjskiego państwa. W 1628 roku największy fort rejonu został spalony przez Tatarów i nigdy już nie podniósł się z upadku, na jego bazie w 1675 roku tworzy się wieś dająca początek przyszłemu Ubinskoje. Pod koniec XVII wieku przez ziemie te przebiega trakt prowadzący do Tomska, a od 1722 roku do jego ochrony wykorzystywano garnizon złożony z 50 Kozaków. Od 1753 roku zaczynają tu być osiedlani zesłańcy oraz więźniowie, powoli rozwija się także rolnictwo. Wkrótce wytyczono też trakt handlowy prowadzący aż do Moskwy. Od 1790 roku ziemie te podlegają pod rosyjską administrację w Tobolsku, a wraz z utworzeniem tomskiej guberni przechodzą pod jej jurysdykcję. Bardzo powoli napływała nowa ludność. W centrum administracyjnym regionu, w 1859 roku żyło 691 ludzi, istniała tu także prawosławna cerkiew oraz kaplica. Impulsem do rozwoju staje się oddanie do użytku w 1896 roku stacji Kolei Transsyberyjskiej. W czasie rosyjskiej wojny domowej ziemie te zajęte zostają przez wojska Białych, wierne admirałowi Aleksandrowi Kołczakowi, a następnie przechodzą w ręce bolszewików. W 1925 roku w ramach reformy administracyjnej powstaje rejon ubiński. W 1929 roku w stoicy rejonu zamieszkiwało 24 747 osób, w tym 12 640 mężczyzn i 12 107 kobiet. Podział narodowościowy wśród mieszkańców rejonu w 1931 roku był następujący:
- Rosjanie - 33 421
- Białorusini - 9295
- Ukraińcy - 8132
- Tatarzy - 1025
- Kazachowie - 422
- Polacy - 84
- Łotysze - 45
- Mordwini - 211
- Czuwasze - 23
- Mołdawianie - 42
- Rumuni - 15[2]

W czasach stalinowskich rejon przeszedł przez politykę forsownej kolektywizacji. Od 1937 roku administracyjnie należy do obwodu nowosybirskiego.

## Charakterystyka
Rejon ubiński położony jest w północno-wschodniej części obwodu nowosybirskiego. Odległość od obwodowej stolicy, Nowosybirska wynosi przeszło 200 kilometrów. Ponad 40% jego obszaru rejonu zajęte jest przez różnego typu zasoby wodne, 30% to tereny leśne, a reszta przeznaczona jest pod osadnictwo ludzie i rolnictwo. Główne bogactwo naturalne regionu to przede wszystkim lasy. W 2010 roku gospodarka rejonu ubińskiego warta była ponad 1 miliard rubli. 82,6% tej liczby wytworzyło rolnictwo oraz handel. Rolnictwo jest główną gałęzią ubińskiej gospodarki. W 2011 roku wytworzyło ono towarów o wartości 518,6 milionów rubli. W 2011 roku zebrano ponad 29 tysięcy ton różnych zbóż, hodowano tu 13 tysięcy sztuk bydła, a liczba wytworzonego mleka wyniosła 15 tysięcy ton. Gospodarka regionalna związana jest głównie z przetwórstwem drewna oraz produkcją różnego typu ubrań. W 2011 roku sektor ten wytworzył towarów o wartości 55,3 milionów rubli. Według danych z 1 stycznia 2012 roku na terenie rejonu ubińskiego działały 293 przedsiębiorstwa zaangażowane w szeroko pojęty handel. W 2011 roku nowe inwestycje w gospodarkę rejonową pochłonęły łącznie 160,7 milionów rubli. Władze rejonu inwestują w poprawę infrastruktury mieszkaniowej, wodno-kanalizacyjnej, ciepłowniczej oraz w gazyfikację.
Administracyjnie rejon składa się z 16 osiedli typu wiejskiego (sielsowietów). Łączna długość dróg na tym obszarze wynosi 335,7 kilometrów, z czego drogi o utwardzonej nawierzchni to 233,4 kilometrów. Na terenie rejonu działają łącznie 32 placówki publicznej edukacji, w tym szkoły różnego szczebla. Opiekę medyczną zapewnia rejonowy szpital oraz 32 przychodnie zdrowotne. Rejonowy szpital dysponuje łóżkami dla 196 pacjentów. Swe siedziby ma tu 18 instytucji kulturalnych różnego typu, rejonowy dom kultury, 14 wiejskich domów kultury, rejonowa biblioteka z 18 wiejskimi oddziałami, muzeum oraz klub sportowo-rekreacyjny. Według statystyk federalnych liczba ludności w 2010 roku wyniosła 17 300 ludzi. Jest to spadek w porównaniu z latami dziewięćdziesiątymi XX wieku, gdyż w 1998 roku obszar ten zamieszkiwało 20 400 osób. Lokalne statystyki z 2011 roku wskazują, że populacja spadła do liczby 16 997 dusz. Rosjanie stanowią 91% mieszkańców, pozostałe narodowości to m.in. Tatarzy, Niemcy i Ukraińcy. Przeciętna miesięczna pensja wyniosła w 2011 roku 7063 rubli, a 31% populacji korzysta z pomocy opieki społecznej. W rolnictwie zatrudnionych jest około 15% wszystkich zarejestrowanych na terenie obwodu mieszkańców.
Część rejonu zajmuje Rezerwat Wasiugański.